# Розовлян Діана Андріївна
Діана Андріївна Розовлян (рум. Diana Rozovlean) — українська акторка, фотомодель та хореограф. Найбільш відома завдяки ролі дружини Василя Стуса Валентини Попелюх у фільмі «Птах душі».

## Життєпис
Народилася в Ужгороді. Має румунське і молдавське коріння. У 2005—2009 роках навчалася в Ужгородському коледжі культури і мистецтв, який закінчила за спеціалізацією народна хореографія
У 2013 році вступила в Київський національний університет театру, кіно і телебачення імені Івана Карпенка-Карого на спеціалізацією «Акторське мистецтво драматичного театру і кіно»
Нині є акторкою театру «Сцена 6»

## Фільмографія
| Рік  |   | Назва                                   | Роль                                    |
| ---- | - | --------------------------------------- | --------------------------------------- |
| 2019 | ф | «Пекельна Хоругва, або Різдво Козацьке» | Ядвіга                                  |
| 2019 | ф | «Заборонений»                           | Валентина Попелюх, дружина Василя Стуса |
| 2018 | с | Путешествие к центру души               | Анна                                    |
| 2017 | с | Той, хто не спить                       | акторка театру                          |
| 2017 | ф | Танець метелика                         | Карина Золотенко — головна роль         |
| 2017 | с | Подаруй мені життя                      | Регіна                                  |
| 2017 | с | Пес-3                                   | Анжеліка                                |
| 2016 | с | Запитайте в осені                       | епізодична роль                         |
| 2016 | с | Підкидьки                               | Віка, наречена Антона                   |
| 2015 | с | Останній яничар                         | Айгуль, донька Башкурта                 |
| 2013 | с | Поцілунок!                              | епізодична роль                         |